# Santa Luce Orciano
Santa Luce Orciano è stato un comune della provincia di Pisa creato nel 1927 dall'unione dei comuni di Santa Luce e Orciano Pisano e nuovamente diviso nel 1957.